# Yon de Luisa Plazas
Yon de Luisa Plazas (Ciudad de México, México; 7 de abril de 1970) fue presidente de la Federación Mexicana de Fútbol (FMF) desde 2018 hasta 2023, exvicepresidente de Televisa Deportes y expresidente del Club América. También es el director de México de la Candidatura norteamericana para la Copa Mundial de Fútbol 2026.

## Biografía
Antes de su carrera en la gestión deportiva, De Luisa trabajó en Banamex y fue gerente general del sector financiero de la Bolsa de Valores de la Ciudad de México.
De Luisa estuvo 15 años trabajando dentro de la organización deportiva en Sudamérica. Durante ese tiempo, estuvo involucrado en la gestión de equipos de fútbol como gerente operativo, participando en eventos de FIFA y CONCACAF, sirviendo como coordinador general y dirigiendo el comité organizador local de la Copa Mundial de Fútbol Sub-17 de 2011.
De Luisa fue elegido por unanimidad por el directorio de la FMF durante la Copa Mundial de Fútbol de 2018, luego de desempeñarse como Vicepresidente de Deportes de Grupo Televisa, la emisora oficial de la Copa del Mundo. Fue responsable de toda la programación y transmisión deportiva de Televisa Deportes en Open Air TV, TDN, Estadio Azteca y Club América.
De Luisa es miembro del Consejo de la FIFA desde el 23 de octubre de 2021. Es el director de la candidatura de México y miembro del equipo ejecutivo del comité Unidos 2026.

## Educación
De Luisa obtuvo su licenciatura en Ingeniería Civil de la Universidad Iberoamericana y MBA de la Universidad de Texas en Austin.